# Pestalotiopsis neglecta
Pestalotiopsis neglecta är en svampart som först beskrevs av Thüm., och fick sitt nu gällande namn av Steyaert 1953. Pestalotiopsis neglecta ingår i släktet Pestalotiopsis och familjen Amphisphaeriaceae.   Inga underarter finns listade i Catalogue of Life.